# 栗谷川平五郎

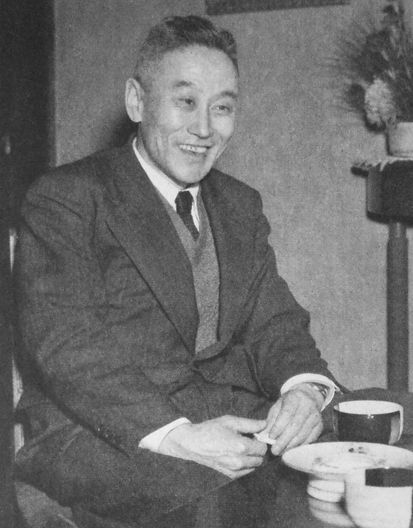
1955年

栗谷川 平五郎（くりやがわ へいごろう、1908年10月4日 - 1993年2月20日）は、北海道名寄市出身のクロスカントリースキー、ノルディック複合選手。
戦前を代表する名選手の一人である。

## 来歴
旧制札幌第一中学校 → 札幌鉄道管理局（現・JR北海道鉄道事業本部） → 明治大学 → 札幌鉄道管理局
札幌一中から札幌鉄道管理局に入り、1928年の第6回全日本スキー選手権大会クロスカントリースキーの個人30kmとリレーで優勝。その後明大に進み、1929年から31年までの全日本学生スキー選手権大会の個人18kmで3連覇した他、1930年の全日本スキー選手権大会のノルディック複合で優勝する。1932年レークプラシッドオリンピックでは、クロスカントリースキー個人長距離（18km）と個人耐久（50km）、ノルディック複合の3種目にエントリーする。個人耐久は途中棄権したが、個人長距離では日本人選手最高の12位に入る。この順位は、2002年のソルトレイクシティオリンピックの男子50kmクラシカルで今井博幸が6位に入るまで、クロスカントリー競技の男子個人の最高位であった。ノルディック複合では、前半の距離で3位に入るが、後半のジャンプでは転倒などで順位を落とし、総合20位だった。1933年にはノルウェー・オスロで開かれたホルメンコーレンスキー大会に、招待選手として日本人で初めて出場を果たす。
引退後は札幌鉄道管理局スキー部監督を経て、北海道食料事業協同組合に勤務。1972年札幌オリンピックでは競技運営副本部長をつとめた。